# Jharoda Majra Burari
Jharoda Majra Burari è una suddivisione dell'India, classificata come census town, di 13.301 abitanti, situata nel distretto di Delhi Nord, nello territorio federato di Delhi. In base al numero di abitanti la città rientra nella classe IV (da 10.000 a 19.999 persone).

## Geografia fisica
La città è situata a 28° 43' 47 N e 77° 12' 31 E.

## Società

### Evoluzione demografica
Al censimento del 2001 la popolazione di Jharoda Majra Burari assommava a 13.301 persone, delle quali 7.497 maschi e 5.804 femmine. I bambini di età inferiore o uguale ai sei anni assommavano a 2.249, dei quali 1.165 maschi e 1.084 femmine. Infine, coloro che erano in grado di saper almeno leggere e scrivere erano 8.728, dei quali 5.395 maschi e 3.333 femmine.